# Monocerotesa conjuncta
Monocerotesa conjuncta là một loài bướm đêm trong họ Geometridae.